# 1020
1020 (MXX) je bilo prestopno leto, ki se je po julijanskem koledarju začelo na petek.

## Dogodki
- april - V Bamberg prispe italijanska papeška misija, ki poskuša rimsko-nemškega cesarja Henrika II. pregovoriti v zaustavitev napredovanja bizantinskih sil v južni Italiji. Med člani misije Henrik sprejme v avdienco tudi poraženega voditelja upora Melesa, ki mu podeli častni vojvodski naziv. Meles nekaj dni kasneje umre.
- Henrik II. se odpravi na tretji, zadnji vojni pohod v Italijo, tokrat proti Bizantincem, ki so predhodno zatrli upor lombardskega plemiča Melesa iz Barija. Bizantinci zavrnejo odprt boj in se držijo utrjenih mest, epidemija med Henrikovo vojsko nato zaustavi napredovanje.↓
- → Vmes Henrik II. ob pomoči flote, ki jo vodi kölnski nadškof Pilgrim, disciplinira kneza Capue Pandulfa IV., ki je v preteklosti najbolj podpiral Bizantince.
- Mestni republiki Pisa in Genova izrineta Arabce s Sardinije. Rivalstvo med obema mestoma omogoči avtonomen razvoj Sardinije z neodvisnimi mestnimi kraljevinami.[1]
- ali 1030: začetek gradnje gradu Habsburg v Švici.
- Korejska kraljevina Gorejo in kitajska dinastija Liao skleneta diplomatski sporazum po več let trajajoči vojni.

## Rojstva
- Zhang Zai, kitajski filozof († 1077)
- Su Song, kitajski učenjak in inženir († 1101)
- papež Gregor VII. († 1085)
- Evstacij II., boulognjski grof (* 1087)
- Vladimir II., novgorojski knez († 1052)
- Oton Nordheimski, bavarski vojvoda († 1083)

## Smrti
- Abhinavagupta, indijski šivaistični guru in filozof (* 950)
- Fan Kuan, kitajski krajinski slikar
- Firdusi, perzijski pesnik (* 935)
- Gagik I. Armenski (* ni znano)
- Leif Erikson, vikinški raziskovalec (* 970)
- Meles iz Barija, vojvoda Apulije in voditelj upora proti Bizantincem
- Trdat, armenski arhitekt (* 940. leta)